# Микровзаимодействие с задержкой
Микровзаимодействие с задержкой — элемент пользовательского интерфейса, анимационный или визуальный отклик на пользовательские действия, происходящий с небольшой задержкой. Отложенный отклик подчёркивает важность события, даёт время на осмысление результатов, улучшают восприятие интерфейса. 
Концепцию подробно описал в книге «Microinteractions» (2013) Дэн Саффер.

### Примеры
- Изменение цвета иконки «Избранное» с задержкой 0,5 секунды после нажатия.
- Появление тултипа (короткая всплывающая подсказка) с пояснением через 0,3-0,7 секунды после наведения курсора.
- Плавное исчезновение уведомления через 2-3 секунды после появления.